# Scanf
scanf è una funzione che viene implementata in diversi linguaggi di programmazione.
Ha origine dal linguaggio C dove è inclusa nella libreria stdio.h ed ha il seguente prototipo:
```
int
 
scanf
(
const
 
char
 
*
format
,
 
...)

```

La funzione legge dei caratteri dal canale standard di input (stdin), li converte secondo le specifiche di formattazione fornite dall'argomento format e memorizza i valori ottenuti negli argomenti seguenti.
Qui di seguito è riportato un esempio in C
```
#include
 
<stdio.h>
   

/* Libreria standard per l'I/O */

int
 
main
()
 
{

    
int
 
n
;

    
printf
(
"Inserisci il valore di N: "
);

    
scanf
(
"%d"
,
 
&
n
);

    
printf
(
"N al quadrato è uguale a %d
\n
"
,
 
n
*
n
);

    
return
 
0
;
    

}

```

Nell'esempio proposto viene richiesto all'utente un numero intero e viene calcolato il quadrato di tale numero.
La funzione scanf ha lo scopo di rilevare quanto immesso dall'utente tramite la tastiera, convertirlo in un numero intero e memorizzarne il risultato nella variabile n.
La stringa di formattazione deve essere costituita da un carattere '%' seguito da uno degli specificatori elencati:
```
c   Carattere
d   Numero intero 
f   Numero reale a singola precisione (float)
lf  Numero reale a doppia precisione (double)
s   Stringa (array di caratteri e, pertanto, un puntatore che nella scanf non ha bisogno di '&')
p   Indirizzo di memoria

```